# Wilcze Śladowskie
Wilcze Śladowskie – wieś w Polsce położona w województwie mazowieckim, w powiecie sochaczewskim, w gminie Brochów. 
Sołectwo Wilcze Tułowskie, Wilcze Śladowskie tworzą wsie Wilcze Tułowskie i Wilcze Śladowskie.
Wieś założona przez Holendrów prawdopodobnie pod koniec XVIII w. W1889 r. miała 9 osad i 172 morgi powierzchni gruntów. Wieś rzędowa położona po południowej stronie Wisły, na południe od Śladowa, po zachodniej stronie szosy z Sochaczewa do Śladowa. Zabudowa współczesna położona wzdłuż drogi wytyczonej w linii północ-południe, równolegle do rowu odwadniającego zbierającego nadmiar wody z okolicy.
Krajobraz kulturowy zachowany po zachodniej stronie drogi w dobrym stanie, ze sztucznie nasadzonymi drzewami oraz polnymi drogami obsadzonymi wierzbami. Po wschodniej stronie drogi na skutek włączenia w granice Kampinoskiego Parku Narodowego pola zostały zalesione. 
W latach 1975–1998 miejscowość administracyjnie należała do województwa warszawskiego.